# Phlin
Phlin település Franciaországban, Meurthe-et-Moselle megyében. Lakosainak száma 41 fő (2022. január 1.). Phlin Sailly-Achâtel, Abaucourt, Mailly-sur-Seille, Vulmont és Thézey-Saint-Martin községekkel határos.

## Népesség
A település népességének változása:
| Lakosok száma | 48   | 35   | 39   | 42   | 38   | 39   | 42   | 43   | 44   | 41   |
|               | 1968 | 1982 | 1990 | 2006 | 2013 | 2015 | 2017 | 2019 | 2020 | 2022 |